# Шрамана
Шрамана (санскрит: समाधि śramaṇa) или самана (пали: samaṇa), у преводу прегалац, подвижник, аскета, означава аскетске традиције у древној Индији.
Самане су одбацивале ауторитет Веда и било какве породичне везе. Живели су као лутајући учитељи и трагаоци за истином, преживљавајући од хране коју би успут испросили. Једини њихов задатак био је да кроз различите медитативне праксе и аскетско лишавање и трпљење истражују, а потом промишљају и дебатују о измењеним стањима свести кроз која су пролазили. Историја познаје више саманских „школа” или различитих учења која су била у оптицају у Индији у 5. веку п. н. е. 
Овим изразом будисти називају било ког редовника друге школе, док себе називају bhikkhu. С друге стране, њих припадници других школа називају шраманама.

## Етимологија
Претпоставља се да је санскритска реч шрамана изведена из корена śram, у значењу напор, труд, строгост. "Śramaṇa" отуда значи "онај који запиње" или "трудбеник".
Означава особу која је напустила конвенционалне обавезе друштвеног живота како би пронашла начин живота више „исправан“ (sama) у односу на природу.

## Покрет
У 5. веку п.н.е, у време Буде и Махавире, идеје садржане у најстаријим упанишадама почеле су да продиру у ширу интелектуалну заједницу, а о њима се надугачко дебатовало како међу свештеницима (браманима), тако и међу аскетама (саманама). Аскете су били различити испосници и духовни трагаоци који су одбацивали ауторитет ведских текстова, а проналазили сопствене одговоре на филозофске проблеме с којима су се хватали укоштац.
Често се њихово вежбање граничило с апсурдним: на пример, у будистичком канону срећемо двојицу аскета који су се заветовали да свој живот проживе попут пса и бика, иду на четири ноге, једу са земље и спавају на њој.

### Будизам
За достигнуће истине особито је важан подвиг. Ко не изврши подвиг, тај неће ни достићи истину. Како се ко труди, тако и достиже истину. Зато је подвиг особито важан за достигнуће истине.— Готама Буда
Будизам је изникао управо из овакве аскетске традиције, која своје корене има вероватно у предаријској Индији и оштро се супротставља браманизму. У својим говорима, Буда све религијске учитеље и практичаре назива заједничким именом brāhmana samana, што значи: свештеници и аскете. 
Међутим, Буда никада није одобравао екстремне праксе разних аскета, сматрајући их штетним, већ је упућивао на „средњи пут”, између предавања чулним ужицима и самомучења.

### Ђаинизам
Једну од главних саманских „школа” представљају ђаини, стара, аутохтона индијска религија, коју је реформисао (неки кажу основао) Махавира. Сматра се да будизам и ђаинизам потичу из сличног извора унутар индијске културе, тако да имају прилично много сличности. Чедомил Вељачић чак Буду сматра заправо ђаинским расколником. И Буда и Махавира долазе из касте кшатрија, ратника-владара, са североистока индијског потконтинента. Обојица су напустили породични живот у исто време (Буда са 29, Махавира са 30 година) и провели низ година експериментишући са строгим аскетским вежбама. Буда је потом те вежбе одбацио као некорисне, док је Махавира наставио да их препоручује. На крају своје аскетске фазе обојица су доживели неку врсту пробуђења, кренули да подучавају и основали сопствене групе замонашених и лаичких следбеника.

### Ађивике (фаталисти)
Ађивике су били једна од водећих тадашњих аскетских школа, и значајни ривали Будиној заједници. Они су се у Индији одржали отприлике до 14. века, када им се губи сваки траг. Отуда све што о њима знамо потиче из супарничких извора. Њихов учитељ био је Махали Госала, који је провео шест година вежбајући заједно с Махавиром, пре него што су се посвађали и раздвојили. И ађивике су сматрали да се свет развија према сопственим законима, а не према некаквом божјем плану, али су за разлику од будиста и ђаина сматрали да карма нема никакав утицај. Уместо тога, судбина је унапред предодређена, без обзира на поступке. Тако, судбина води бића кроз серију живота током огромних временских периода, од најнижих животињских форми, ка људској егзистенцији, када човек, пре или касније, постаје ађивика аскета и тако стиже на праг ослобађања из круга препорађања.
Буда је оштро критиковао њихов фатализам, сматрајући да је врло опасан, јер негира личну одговорност. Он Госалино учење означава као најопасније од свих: 
Не знам, монаси, ниједног другог човека који је толико допринео штети многих, несрећи многих, губитку многих, штети и патњи како људи тако и богова, као што је то будала Махали. И као што би мрежа постављена на ушћу реке допринела повређивању, патњи, несрећи и пропасти многих риба, исто тако је, заправо, будала Махали „мрежа за људе”, створена за повређивање, патњу, несрећу и пропаст многих.— Готама Буда

### Нихилисти
Постојала је и школа аскета која је заговарала нихилизам или „анихилационизам” (ucchedavāda ућедавада, од uccheda - уништење), учење да после смрти не постоји ништа и да је смрт коначни крај бића. Они сматрају да једини облик сопства који постоји јесте управо онај који је видљив, а то је наше тело. Циљ ових аскета, слично касније Епикуру у Грчкој, био је да воде уравнотежен живот, уживајући у једноставним, ситним задовољствима. Сваки поступак видели су као потпуно спонтани догађај, без кармичких последица, а духовни напредак су сматрали немогућим. Пали канон као њиховог главног заступника означава Ађиту Кесакамбалија, чије се речи овако наводе:
Њихово учење је блиско савременом материјализму.

### Агностици
Међу аскетским групама у античкој Индији, постојали су и агностици или скептици. Њих је, према изворима из пали традиције, предводио Санђаја Белатапута, који је препоручивао да се људи не приклањају ниједном од праваца мишљења актуелних у то време, да би на тај начин очували духовни мир. Тако су агностици одбијали да се изјасне о питањима као што су препорађање, карма или судбина пробуђене особе после смрти.
Буда је о прва два питања дао одговор, док је поводом трећег и сам најрадије остајао нем. Он је с њима делио став да треба избегавати „џунглу” међусобно сукобљених гледишта, и не губити време лупајући главу око њих. Уместо тога, саветовао је вежбање и закључивање на основу сопственог искуства као далеко ефикаснији метод.